# 水森コウ太
水森 コウ太（みずもり こうた、1949年6月28日 - ）は、日本の俳優。静岡県出身。希楽星所属。旧芸名はみずの こうさく、水森 こう太。

## 出演

### テレビドラマ
- おやじ太鼓 第1話（1968年、TBS） - 京香大飯店店員 ※水野晧作名義
- おやじ太鼓 第2部 第45話、第55話（1969年、TBS） - 魚一の息子 ※水野晧作名義
- マドモアゼル通り 第17話「富士に誓う」（1972年4月1日、読売テレビ / 東宝）
- どっこい大作（1973年 - 1974年、NET / 東映） -三吉
- 高校教師 第9話「墓場にパーティーはない」（1974年5月28日、東京12チャンネル / 東宝）
- 夜明けの刑事（TBS  / 大映テレビ）
  - 第13話「サンタの乗っ取ったバス」（1974年12月25日）
  - 第28話「二人の女と結婚すれば…」（1975年4月16日）
  - 第44話「裂けた三角関係殺人!」（1975年10月15日）
  - 第83話「山口さんちのツトム君誘拐事件」（1976年9月1日）
- 太陽にほえろ!（日本テレビ / 東宝）
  - 第157話「対決! 6対6」（1975年7月18日） - トランク屋店員 ※みずのこうさく名義
  - 第176話「狼の街」（1975年11月28日） - 矢追町派出所の警察官 ※水野こうさく名義
  - 第320話「翔べないカナリア」（1978年9月15日） - 寿司屋店員 ※みずのこうさく名義
  - 第654話「二度泣いた男」（1985年6月28日） - 日の丸パチンコ店店長
  - 第676話「地図にない道」（1985年12月20年） - 石川
- 寺内貫太郎一家2 第1話（1975年4月16日、TBS） -大沢卓夫 ※みずのこうさく名義
- 泣かせるあいつ （日本テレビ / 松竹）
  - 第2話「ステキな兄貴と呼ばれたい」（1976年3月24日）
  - 第14話「蝶よ飛べ！空高く」（8月18日）
- その人は今…（1976年、NHK） - 磯貝太助
- 江戸の旋風 第3シリーズ 第22話「消えた入墨」（1977年10月6日、フジテレビ / 東宝）
- 必殺商売人 第12話「裏口を憎む男にない明日」（1978年5月12日、朝日放送 / 松竹） - 坂崎鹿之助 ※みずのこうさく名義
- ザ・スーパーガール（東京12チャンネル / 東映）
  - 第15話「高校生売春・決死の潜入捜査」（1979年7月9日）
  - 第32話「告白・女子大生衝撃のエロス」（1979年11月5日） - 石川
  - 第44話「夜の手配師・女は月曜に嘘をつく」（1980年1月28日） - 笹井
- 水戸黄門（TBS / C.A.L）
  - 第9部 第22話「初春女狐騒動 -諏訪-」（1979年1月1日） - 与助 ※みずのこうさく名義
  - 第43部 第18話「上様、長屋で叱られる -江戸-」（2011年11月21日） - 甚六
- 特捜最前線（テレビ朝日 / 東映）
  - 第122話「痴漢になった警官!」（1979年8月1日）
  - 第173話「レイプ・恐怖の自転車置場!」（1980年8月13日）
- 鉄道公安官 第31話「南紀白浜・ハネムーン大混戦!」（1979年12月17日、テレビ朝日 / 東映）
- 新五捕物帳（日本テレビ / ユニオン映画）
  - 第80話「千羽鶴の女」（1979年10月2日）
  - 第172話「情けに浮かぶだまし舟」（1982年2月2日） - 藤八
- 大河ドラマ（NHK）
  - 獅子の時代（1980年） - 文三
  - 山河燃ゆ（1984年） - ダニエル長谷
  - 春の波涛（1985年） - 職人
  - 翔ぶが如く（1990年） - 物売り
  - 太平記（1991年） - 下人
  - 信長 KING OF ZIPANGU（1992年） - 旅人
  - 琉球の風（1993年）
  - 八代将軍吉宗（1995年） - 幇間
- 噂の刑事トミーとマツ 第1シリーズ（TBS / 大映テレビ）
  - 第15話「燃えよドラゴン 鎌倉の決闘」（1980年2月6日）
  - 第32話「ああ! トミマツの4回戦ボーイ」
  - 第52話「アッ? マツがトミーを射殺した!」
- 西遊記II 第23話「妖術 石仏になった三蔵一行」（1980年、日本テレビ / 国際放映）- 漢清
- 風神の門 第2話「冬の暗流」（1980年4月16日、NHK）- 百舌
- 傑作推理劇場「殺人志願」（1980年、ANB / 松竹） - 小坂巡査
- ウルトラマン80 第40話「山からすもう小僧がやってきた」（1981年1月14日） - ゴン
- 水曜劇場 / 二百三高地（TBS / 東映）
  - 第5話「二十八サンチ砲」（1981年2月4日） - 梅谷喜久松
  - 第6話「白襷隊全滅」（1981年2月11日） - 梅谷喜久松
- おてんば宇宙人（日本テレビ / 国際放映）
  - 第2話「注意一秒 キス一生」（1981年10月21日）
  - 第9話「注文の多い居そうろう」（1981年12月9日）
- 大江戸捜査網 第3シリーズ（東京12チャンネル / 三船プロダクション）
  - 第316話「十手に賭けた涙の離縁状」（1979年12月1日）
  - 第385話「おんな湯殺人事件」（1981年4月18日）
  - 第413話「白い肌に咲く牡丹の刺青」（1981年10月31日） - 喜助
  - 第489話「女を狩る通り魔陶酔の宴」（1983年4月30日） - 源太
- 男!あばれはっちゃく 第97話「白い湖に舞えマルヒ作戦」（1982年2月20日、テレビ朝日 / 国際放映）
- 新・松平右近 第13話「おいてけ堀 河童騒動」（1983年、日本テレビ / ユニオン映画） - 惣太
- 土曜ワイド劇場（テレビ朝日）
  - 図ぶとい奴・危険な賭け（1978年2月18日）
  - エアロビクス殺人事件（1983年）
  - 出しゃばり看板娘の推理（1991年）
  - 混浴露天風呂連続殺人（1994年）
    - 第13作「雨の奥飛騨に消えた影」
    - 第14作

  - なんでも屋探偵帳 第5作（1996年）
  - 私を信じて! 嵐の夜少女は本当に連続殺人を犯したのか?（1997年）
  - 鉄道捜査官 第1作「東北新幹線やまびこ トンネル殺人7分の罠!」（2000年）
  - 法医学教室の事件ファイル 第36作（2013年）
- 事件記者チャボ! 第25話「息子は無実! 怒れチャボ!!」（1984年） - 山田吉郎
- すみれさんが行く（1985年3月25日） - 天竜
- 真田太平記（1985年 - 1986年）
- 夏樹静子サスペンス / ベビーホテル（1986年）
- 水曜ドラマスペシャル / 紙の灰皿（1986年）
- 月曜ドラマランド
  - 意地悪ばあさん
    - スペシャル（1987年）
    - スペシャル「そして伝説へ! お見合い旅行-安房の鴨川 春情・安房の鴨川」（1988年）
- 傑作時代劇 / 半七捕物帳 十手無用の仮面舞踏会（1987年、ANB / 東映）
- 超獣戦隊ライブマン 第9話「バラよ熱く香れ!」（1988年） - 店員
- 世にも奇妙な物語
  - 「生き蟹」（1990年）
  - 「人面草」（1990年）
  - 「嘘八百屋」（1991年）
  - 「ボロボロ」（1991年）
  - 「笑いの天才」（1992年）
  - 「最後の喫煙者」（1995年）
  - 「トイレの落書」（1995年）
- 裸の大将 第43話「清がサーカスにやってきた」（1990年、関西テレビ / 東阪企画） - 団員
- 渡る世間は鬼ばかり 第1シリーズ 第4話（1990年）
- ドラマチック22 / 絶唱（1990年）
- 金曜ドラマシアター / 昭和の説教強盗（1991年）
- 不思議サスペンス / 秘密箱からくり箱、殺した女（1991年）
- ネオドラマ / 夏の夜の留守番（1992年）
- 腕におぼえあり 第12話「最後の用心棒」（1992年）
- 眠れない夜をかぞえて 第1話「眼」（1992年）
- ニュースなあいつ（1992年）
- 約束の夏（1992年） - 漁師
- 君のためにできること 第8話「愛せない」 - 第10話「危機」（1992年）
- ウーマンドリーム（1992年）
- 人の不幸は蜜の味（1994年）
- あなたが好きです（1994年）
- 南くんの恋人 第7話（1994年2月28日） - 福引のおじさん
- 月曜ドラマスペシャル
  - 看護婦探偵 戸田鮎子 第1作「代理母殺人事件」（1994年）
  - 松本清張特別企画・父系の指（1995年）
- 姫将軍大あばれ（1995年 - 1996年）
- 若葉のころ（1996年）第1話 - 校長（望遠 声のみ）、第2話 - 居酒屋店員、第6話
- 火曜サスペンス劇場
  - 歪んだ果実（1996年）
- 事件・市民の判決（1996年、TX）
- 横溝正史シリーズ・女怪（1996年）
- 金曜エンタテイメント / 美人三姉妹温泉芸者が行く! 第4作（1997年）
- ビーチボーイズ 第5話（1997年）
- ガラスの仮面
  - ガラスの仮面 第1シリーズ 第6話「激突!! 三重苦の二人は永遠のライバル」（1997年）
  - ガラスの仮面 第2シリーズ 第5話「仕組まれた罠!? あなたを許さない!!」（1998年）
- めぐり逢い（1998年）
- 美少女H2（1998年 - 1999年）
- 遠い親戚近くの他人?（1999年）
- 天国に一番近い男 第10話「史上最強の敵登場」（1999年）
- 古畑任三郎 3rd season 第1話「若旦那の犯罪」（1999年）
- 巡査びんびん物語（1999年）
- 新・俺たちの旅（1999年）
- バースデイ〜こちら椿産婦人科〜（1999年）
- 傷だらけの女（1999年）
- 平成夫婦茶碗 第1期 第10話「13年目のプロポーズ 旅立て母のために」（2000年）
- ショカツ 第3話「ウソつきは警察の始まり!?」（2000年）
- 池袋ウエストゲートパーク 第8話「お台場の女に恋をした」（2000年）
- 女同士（2000年）
- カバチタレ! 第1話「恋する女、温泉に売られる」（2001年）
- マイリトルシェフ 第4話「究極のウニが許した娘の結婚」（2002年）
- ロッカーのハナコさん（2002年）
- 恋人はスナイパー EPISODE2（2002年）
- 東京庭付き一戸建て（2002年）
- こころ（2003年）
- 女将になります! 第10話（2003年）
- 夢みる葡萄 第7話「赤い鳥逃げた」（2003年）
- ムコ殿2003（2003年）
- クニミツの政 第8話「ママごめんなさい」（2003年）
- 茂七の事件簿 ふしぎ草紙 第3シリーズ 第1話「本所深川ふしぎ草紙」（2003年）
- 温泉へ行こう
  - 第4シリーズ（2003年）
  - 第5シリーズ（2004年 - 2005年）
- 女と愛とミステリー / 小京都飛騨高山殺人事件（2004年）
- ドールハウス 第7話「復讐する女」（2004年）
- ホットマン パート2 第1話（2004年）
- 愛情イッポン!（2004年）
- 霊感バスガイド事件簿 第9話「1/24秒の悪魔」（2004年）
- 離婚弁護士 第11話「セクハラ社長VS戦う女」（2004年）
- ごくせん 第2シリーズ 第2話「人の強さは力じゃ決まらない 人にはもっと大切なものがある」（2005年）
- ドラゴン桜 第1話「バカとブスこそ東大へ行け」（2005年）
- 美空ひばり誕生物語（2005年）
- スペシャル・ドラマ / プロポーズ 本当にあったプロポーズにまつわる3つの物語（2005年）
- 白夜行 第3話「さよならの光」（2006年） - 西布施署刑事部長
- 喰いタン 第6話「思い出コロッケを食い尽くす!」（2006年） - 鶴田宏樹
- 土曜サスペンス / 女検事の報復（2006年）
- CAとお呼びっ! 第1話「28歳キャビンアテンダント…恋も仕事もガケっぷち!! 幸せはこの手でつかむのよ!」（2006年）
- 金曜プレステージ
  - 赤い霊柩車 第21作「灰色の容疑者」（2006年） - ユリのマンション管理人
  - 岡部警部シリーズ 第3作「十三の墓標」（2008年）
- セーラー服と機関銃 第1話「女子高生組長誕生!!」（2006年）
- モップガール 第1話「葬儀会社の美少女は死体を救う」（2007年） - 床屋
- 三代目のヨメ!（2008年） - 写真屋
- ロス:タイム:ライフ（2008年） - 刑事
- 赤鼻のセンセイ（2009年） - 店長
- 特命係長 只野仁 スペシャル第5弾「有名デザイナーの誘惑…パリ進出の裏に潜む女の執念と復讐!」（2009年） - 警官
- SAKURA〜事件を聞く女〜（2014年） - 松永哲雄
- ZERO - 面接官
- 人間の証明
- ねじれた絆
- すっぴん女探偵
- 黒田軟骨の女難
- 中学生日記
- 家売るオンナの逆襲（2019年） - ポッポ鳩次郎
- 逃亡医F 第3話（2022年1月29日、日本テレビ） - 養鶏農家 役

### 映画
- ソナチネ（1993年） - 金本
- ノストラダムス戦慄の啓示（1994年）- 医師
- 2LDK（2003年）
- 百万円と苦虫女（2008年） - 野口（不動産屋店員）

### バラエティ
- 加トちゃんケンちゃんごきげんテレビ「THE DETECTIVE STORY（探偵物語）」（1988年1月9日、TBS） - 果物屋店員
- ダウンタウンのガキの使いやあらへんで!「ホームシックの外国人を救え!!」（2008年3月9日、日本テレビ） - 工場長・山下豊